# Berberis andreana
Berberis andreana là một loài thực vật có hoa trong họ Hoàng mộc. Loài này được Naudin mô tả khoa học đầu tiên năm 1899.